# Rättvik
Rättvik es una localidad sueca (tätort), sede del municipio homónimo, en la provincia de Dalarna, localizada en la orilla oriental del lago Siljan. Tenía una población de 5369 habitantes en 2023, en un área de 12,25 km².

## Demografía
| Gráfica de evolución demográfica de Rättvik entre 1960 y 2015 |
|                                                               |
| Oficina Central de Estadísticas de Suecia                     |